# Tucindan
Tucindan je naziv za dan uoči Badnjeg dana (23. prosinca) koji se obilježava u Slavoniji i Srijemu. Naziva se još i Kokošiji badnjak.
Tada se kolju svinje i druge životinje za pečenku.

### Članci
- Dragić, Marko. 2008. Advent u liturgiji i narodnoj kulturi Hrvata. Crkva u svijetu. Katolički bogoslovni fakultet Sveučilišta u Splitu. Split. 43 (3): 414–440